# Gare de la Magòria
La gare de la Magòria est une ancienne gare ferroviaire de Barcelone de la ligne Llobregat - Anoia.
Œuvre de l'architecte Josep Domènech i Estapà, l'édifice est protégé comme bien culturel d'intérêt local de la ville de Barcelone. Ses usages ferroviaires sont transférés aujourd'hui dans la gare souterraine de Magòria - la Campana.

## Histoire
La gare de la Magòria est située dans le quartier de la Bordeta et a pris le nom du ruisseau qui achève son parcours à cet endroit. Bien que les chemins de fer catalans aient fonctionné pendant un certain temps, ils ne se sont installés dans cette gare qu'en 1912.   
Aujourd'hui, l'édifice n'est plus utilisé. La gare, désormais souterraine, est déplacée sous la Plaça d'Espanya, et a, de ce fait, perdu la fonction commerciale à laquelle elle était destinée.  

## Patrimoine ferroviaire
Située dans le district de Sants-Montjuic, le bâtiment de la gare est l'œuvre de l'architecte Josep Domènech i Estapà, construite entre 1911 et 1912. L'architecture est de style éclectique, avec quelques détails attachés au Modernisme. L'emploi de la brique comme élément structural et comme élément décoratif marqua beaucoup la dernière période de l'architecte comme on peut le voir ici. L'ensemble est couronné par une tour-horloge.